# Beleni
Beleni su naseljeno mjesto u općini Foča, Republika Srpska, BiH. Smješteno je na lijevoj obali rijeke Drine. Zapadno teku Vrbnička rijeka i Velika Bjelava.

## Stanovništvo
| Narod     | Popis 1961. | Popis 1971. | Popis 1981. | Popis 1991. |
| --------- | ----------- | ----------- | ----------- | ----------- |
| Hrvati    |             |             |             |             |
| Muslimani |             |             |             |             |
| Srbi      | 178         | 157         | 112         | 88          |
| ostali    |             | 3           | 1           |             |
| Ukupno    | 178         | 160         | 113         | 88          |